# Chiloscyphus rivularis
Chiloscyphus rivularis là một loài rêu tản trong họ Lophocoleaceae. Loài này được (Schrad.) Hazsl. miêu tả khoa học lần đầu tiên năm 1885.